# Jean de Ruyt

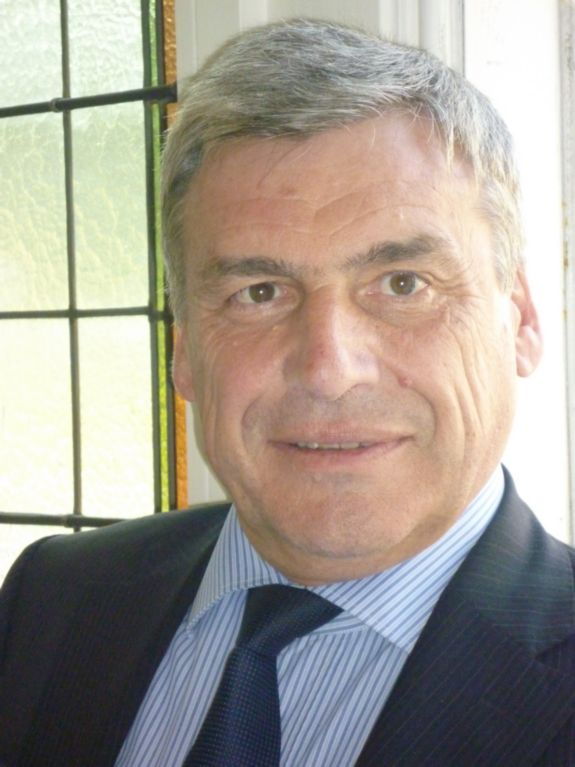
Jean De Ruyt

Jean De Ruyt (Leuven, 14 september 1947) is een Belgisch voormalig diplomaat.

## Biografie
Jean De Ruyt doctoreerde in de rechten aan de Katholieke Universiteit Leuven (1969) en behaalde een diploma van de School of Advanced International Studies van de Johns Hopkins-universiteit in Bologna in Italië (1970). Van 1972 tot 1973 was hij assistent publieksrecht aan de KU Leuven.
Van 1973 tot 1974 was hij woordvoerder van de ambassade in Kinshasa, van 1975 tot 1978 eerste secretaris van de ambassade in Algiers, van 1978 tot 1982 was hij op post in New York, van 1982 tot 1987 was hij raadgever bij de permanente vertegenwoordiging bij de Europese Unie, van 1987 tot 1991 ministerraad en hoofd van de missie in Washington D.C. en van 1991 tot 1994 directeur politiek-militaire aangelegenheden op het ministerie van Buitenlandse Zaken.
Van 1993 tot 1994 was de Ruyt permanent vertegenwoordiger bij de West-Europese Unie, van 1994 tot 1996 ambassadeur in Warschau, van 1996 tot 1997 permanent vertegenwoordiger bij de NAVO, van 1997 tot 2001 directeur-generaal Politieke Zaken bij Buitenlandse Zaken, van 2001 tot 2004 permanent vertegenwoordiger bij de Verenigde Naties, van 2004 tot 2007 permanent vertegenwoordiger bij de Voedsel- en Landbouworganisatie van de Verenigde Naties, het Wereldvoedselprogramma en het Internationaal Fonds voor Landbouwontwikkeling en ambassadeur in Rome, tevens geaccrediteerd in Albanië en San Marino en van 2007 tot 2010 permanent vertegenwoordiger bij de Europese Unie. Hij was in deze hoedanigheid voorzitter van het Comité van Permanente Vertegenwoordigers (COREPER I) tijdens het Belgische voorzitterschap. Van 2011 tot 2012 was hij speciaal gezant bij de Europese dienst voor extern optreden.
Hij is senior advisor bij het internationale advocatenkantoor Covington & Burling LLP, senior associate fellow bij het Egmontinstituut en adviseert overheden en ondernemingen in hun omgang met de Europese Unie.